# CeCe Peniston
CeCe Peniston, nacida como Cecilia Veronica Peniston (Dayton, Ohio, 6 de septiembre de 1969), es una cantante estadounidense que a principios de los años 1990 fue una de las más exitosas artistas de música de baile en la historia de Billboard Dance music/club de EE. UU. consiguiendo cinco número uno en tres años. Su canción más afamada "Finally" llegó a ser una de los temas más vendidos en el mundo, con tres millones de copias.
En diciembre de 2016, la revista Billboard la colocó entre los Top 100 cantante de música Dance/Club de todos los tiempos (como la 52.ª).

## Biografía

### Infancia
Pasó la mayor parte de sus años de formación en Phoenix, donde se mudó a los nueve años. Comenzó a cantar en la iglesia y haciendo obras de teatro y musicales en sexto grado. Participó en concursos de karaoke locales y shows de talentos de canto, y, además tomaba clases de piano.
Fue coronada Miss Arizona Negra en 1989 y Miss Galaxy en 1990.
Peniston comenzó a escribir letras de canciones en el instituto. La de su éxito internacional "Finally" fueron escritas supuestamente durante una clase de química.

### Carrera
Comenzó su carrera musical en enero de 1991, cuando Felipe "DJ Wax Dawg" Delgado, su amigo y productor residente también en Phoenix, pidió a CeCe hacer coros en el nuevo disco de Tonya Davis, una rapera conocida como "Overweight Pooch".
Un año después publicó "Finally", su primer sencillo. La canción irrumpió en la escena 'dance' de Estados Unidos en el otoño de 1991, donde se convirtió en un himno de baile instantáneamente alcanzando en octubre, la parte superior de la lista Billboard Hot Dance Music durante dos semanas, y lograr una respetuosa posición (n.º # 29) en el extranjero.
Después de su primer tema grabó un álbum del mismo nombre que fue publicado en enero del año siguiente.
"We got a love Thang", el segundo sencillo (coescrito con Chantay Savage), fue número 1 en Estados Unidos en febrero y en Inglaterra el n.º 6. 
Peniston comenzó una gira en pequeñas salas de cine en los EE. UU. en apoyo de su álbum. Sus viajes comenzaron con una serie de espectáculos en las Filipinas, Japón, Reino Unido, Alemania, España e Italia, y después de su regreso a los EE. UU., Peniston lanzó "Keep On Walkin '", una composición de hip hop que consiguió en junio su tercer número 1 en el Billboard Hot Dance Music y otro Top 10 en el Reino Unido.
El 17 de octubre, la revista Billboard anunció que Peniston era la candidata principal para los premios Billboard, siendo nominado en cuatro categorías: tres veces en la categoría de baile con "Finally" (Mejor Nuevo Artista, Mejor Artista Femenina y Mejor Dirección), y uno en la categoría R&B/Rap (Mejor Artista femenina) por su éxito "Keep on Walkin'". En definitiva, la canción ganó dos premios, y tres de sus sencillos lanzados en 1992 figuraban también dentro de las 100 mejores canciones de las listas de ventas de fin de año. En el Reino Unido, Peniston fue catalogada en la nº20 de Mejores Ventas de Singles en 1992.
Otras canciones tomadas del álbum alcanzaron la categoría de Top 40 y al final del año Peniston recibió varios premios por sus logros en la industria de la música en 1992, entre ellos, un premio Billboard de la Música (como Mejor Nueva Artista Dance), tres premios ASCAP (para la canción del año, canción más interpretada del año, y compositor Pop del Año), otros tres premios (como mejor nueva artista dance, mejor solista dance,. El álbum fue nominado a un Premio de la Música Soul Train '93 como el mejor álbum R&B/Soul en categoría femenina.
Un año después, publicó su segundo álbum, y para evitar verse encasillada en la música de baile incluyó varias baladas aunque ninguna fue elegida para sencillo. "I'm in the Mood" fue finalmente el primer sencillo, siendo de nuevo n.º 1 de Peniston en EE. UU. y alcanzó el n.º 16 en el Reino Unido. "I'm Not Over You" fue el segundo y "Hit by Love" la tercera canción tomada del álbum. 
Al final del año 1994 Peniston fue nombrada artista número 1 de Billboard Hot Dance Music / Club. También fue calificada como la quinta artista femenina del Top R&B Singles (detrás de Janet Jackson, Toni Braxton, Aaliyah y Mariah Carey).
Como miembro del quinteto góspel llamado "The Sisters of Glory" grabó un álbum espiritual en 1995.
En 1996, la cantante puclica su tercer álbum "I'm movin' on". La pista principal, "Movin 'On", de base R&B con elementos de varios géneros, fue producido por Dave 'Jam' Hall, el responsable del tema 'Dreamlover' de Mariah Carey y algunos temas de Madonna de su anterior LP Bedtime Stories. La canción entró en el Top 40 de las listas R&B/Hip de EE. UU. en el puesto número #29. Y los siguientes sencillos el número #48 y # 52,] con ninguna entrada en la lista Hot 100.
En 1998, el 'remix' de David Morales del tema "Somebody Else's Guy", incluido en el álbum, pero originalmente popularizado por Jocelyn Brown, fue un éxito sorprendente en Europa, donde se alcanzó el número #13 en el Reino Unido y el #26 en Japón. y fue el tem elegido para promover un recopilatorio de grandes éxitos titulado simplemente "The Best Of". 
Su siguiente álbum, "No body else", no llegó a ver la luz por diferentes motivos y a partir de entonces, lejos ya del mainstream tras su éxito en los años 90, pasó la década de los 2000s como artistas de grabación de diversos estilos e influencias musicales que la mantuvieron en la industria de la música y a ojos del público como gran vocalista.

## Discografía
| Solo álbumes: - 1992: Finally - 1994: Thought 'Ya Knew - 1996: I'm Movin' On | Otros álbumes: - 1991: Female Preacher con Overweight Pooch - 1995: Good News in Hard Times con Sisters of Glory - 1998: Desert Funk! con M.C. Magic - 2003: Colour of My Soul con Full Flava - 2007: Music Is Our Way of Life con Full Flava |